# Im Fahrwasser
Im Fahrwasser ist ein Film aus dem Jahr 1971. Nach Vier Stunden von Elbe 1 und Gezeiten ist Im Fahrwasser der dritte und letzte Film um den (ehemaligen) Schiffskoch Gustav Andresen. Da die beiden ersten Filme beim Publikum gut angekommen waren, erhielt Im Fahrwasser einen bedeutenden Sendeplatz am ersten Weihnachtstag 1971 um 20.15 Uhr im 1. Fernsehprogramm.

## Inhalt
Andresen kämpft weiterhin mit seinem neuen Leben an Land, das ihm durch seine entschlossene Ehefrau auferlegt wurde, und denkt darüber nach, wieder zur See zu fahren, selbst wenn dies eine Scheidung zur Folge hätte. Eine junge Witwe eines Seemanns beginnt nach ihrer erfolgreichen Ausbildung ihre erste Reise als Funkerin. Eine andere Frau, die neu in die Familie eines Küstenschiffes eingeheiratet hat, muss sich gegen ihre Schwiegermutter behaupten und arbeitet daran, sich beruflich zu qualifizieren.

## Kritik
„Sie alle und noch manche andere den Fernsehzuschauern inzwischen vertraute Gestalt von der Waterkant kommen nach dem Auf und Ab ihres Daseins ‚im Fahrwasser’ des Lebens ein wenig zur Ruhe.“ (ARD-Pressedienst Nr. 52/71)
Die Frankfurter Rundschau schrieb: „(…) Helga Feddersen hat hier wie in ihren früheren Fernsehspielen ‚Vier Stunden von Elbe 1’ und ‚Gezeiten’ an einer Fangleine Menschen mit ihren Geschichten gebunden, die in ihren Sorgen und Hoffnungen allgemein etwas über menschliches Schicksal verraten. Daß dies wie absichtslos geschieht, im Alltag der Küstenmenschen, die Helga Feddersen milieusicher kennt und beschreibt, daß sie Gesichter ins Bild rückt, die, vom Fernsehen unverbraucht, diese Geschichten wahr erzählen können, dies alles zeichnet das Spiel aus. Neben dem fernsehüblichen ‚Alle-Jahre-wieder- und Anneliese Rothenberger-Kling-Klang’ hat es die Wirkung einer erfrischenden Brise.“ (Frankfurter Rundschau, 27. Dezember 1971)